# Diego López de Zúñiga (obispo)
Diego López de Zúñiga y Núñez de Pavía,  obispo de Calahorra y La Calzada entre 1408 y 1443. Oidor de la Audiencia y miembro del Consejo del Rey Juan II de Castilla, conocido a veces en la época como el obispo Diego de Zúñiga, fue uno de los hermanos de Lope Ortiz de Zúñiga, alcalde Mayor de Sevilla, muerto en 1410 en el sitio militar de Antequera y señor de las villas de Azofra, (donación del rey Pedro I de Castilla), Las Cuevas y Montalbo, en La Rioja, y cuñado de la esposa de este, la andaluza Juana Cabeza de Vaca, muerta después de 1434. 
Hermano de ambos, el obispo Diego López de Zúñiga y el alcalde mayor de Sevilla Lope Ortiz de Zúñiga, (muerto en 1410), había sido el primogénito de la familia, conocido en la época como Juan de Zúñiga, muerto en 1385 en la batalla de Aljubarrota, Leonor de Zúñiga, Constanza de Zúñiga, y Aldonza de Zúñiga, esposa de Juan Martínez de Medrano, señor de Fuenmayor, quien murió también en 1385 en la batalla de Aljubarrota. 
Tuvo por sobrinos, hijos del Alcalde de Sevilla, Lope Ortiz, a:
- Diego Ortiz de Zúñiga y Cabeza de Vaca, ocupante del Palacio de Altamira en Sevilla después del "pogrom" o revuelta antijudía de 1391, I señor de Béjar, muerto antes de 1431, embajador en Portugal, casado con Juana de Leyva y Díaz de Ceballos, padres de Pedro de Estúñiga y de Leyva.

- Y al sucesor a la muerte de Diego, como jefe de la Casa, el hijo segundo Iñigo Ortiz de Zúñiga y Cabeza de Vaca, marido de Sancha de Rojas y Gaona.

Iñigo Ortiz, sobrino del obispo calagurritano Diego, y Sancha de Rojas fueron padres de Diego de Zúñiga y de Rojas, antepasado por la línea femenina del conocido poeta de la epopeya sobre la Conquista de Chile, "La Araucana", Alonso de Ercilla y Zúñiga, (1553 - 1594).
Por Aldonza tuvo otro sobrino, Diego López de Medrano, ayudando con fuertes donaciones financieras y de sus tierras en muchos pueblos riojanos a estos dos últimos sobrinos. 
A la muerte del obispo de Calahorra Diego, en 1443, fue reemplazado por Pedro López de Miranda, Obispo de Coria, (1438-1443), obispo de Calahorra y de Santo Domingo de la Calzada, (1443-1453), el predecesor del cardenal Pedro González de Mendoza. 
| Predecesor: Fernando Manuel II | Obispo de Calahorra 1408 - 1443 | Sucesor: Pedro López de Miranda |

- Datos: Q5806316